# Serachja
Serachja (hebräisch זְרַחְיָה Sərachjah, englisch Zrahia/Zerachia) ist ein Moschav, der zur Regionalverwaltung Schafir im Südbezirk des Staates Israel gehört. Die 1950 gegründete Siedlung wurde nach Serachja, einem Vorfahren von Esra im biblischen Buch Esra 7,4  benannt. 2018 hatte die Siedlung 719 Einwohner.